# Vetle Sjåstad Christiansen
Pour les articles homonymes, voir Christiansen.
Vetle Sjåstad Christiansen, né le 12 mai 1992 à Ringerike, est un biathlète norvégien. Champion olympique du relais en 2022 et triple champion du monde en relais, il est également vainqueur de six épreuves individuelles en Coupe du monde.

## Biographie
Il est le petit-fils de l'ancien skieur alpin Asle Sjåstad et le frère de la skieuse acrobatique Tiril Sjåstad Christiansen.

### Débuts
Il démarre au niveau international en 2009 en participant à l'IBU Cup et aux Championnats du monde jeunesse en 2010, où il est médaillé de bronze en individuel, sprint et relais. Lors de l'édition suivante, il gagne quatre médailles. La moisson continue en 2012, avec les titres européens junior du sprint et du relais mixte. Aux Championnats du monde junior, il remporte le titre en relais et la médaille d'argent à la poursuite.
Finalement, c'est au début de la saison 2012-2013 qu'il dispute ses premières courses en Coupe du monde à Östersund, où il entre directement dans les points. Sur l'étape suivante à Hochfilzen, il est intégré au relais norvégien qui remporte la victoire, Christiansen montant sur son premier podium à ce niveau. Après un titre de champion d'Europe obtenu à Bansko sur le sprint, il signe son premier top dix de Coupe du monde à Khanty-Mansiïsk. Lors de la saison 2013-2014, il passe un hiver entier dans l'équipe première de Norvège, remportant de nouveau le relais d'Hochfilzen. En 2014-2015, il compte deux podiums en relais à son actif. Subissant une grande concurrence en Norvège, il est relégué au niveau inférieur l'hiver suivant. Il revient en Coupe du monde en début d'année 2017 et remporte de nouveau un relais à Ruhpolding. La saison 2017-2018 est similaire, Christiansen continuant à courir en IBU Cup (victoire au classement général) et Coupe du monde, où il obtient un seul top dix durant hiver.

### 2018-2019: premiers podiums individuels
Vetle Christiansen monte sur son premier podium individuel en Coupe du monde en décembre 2018 à Hochfilzen à l'issue de la poursuite. Il poursuit sa série de bons résultats à Canmore, où il se classe deuxième de l'individuel et s'impose en relais. Il remporte enfin sa première victoire individuelle en Coupe du monde sur le sprint de Soldier Hollow, le 15 février 2019, terminant ensuite deuxième de la poursuite.
Il est alors sélectionné pour les Championnats du monde 2019, ses premiers mondiaux, où il remporte le titre du relais mixte, placé en dernier relayeur avec un sans-faute (10 sur 10, aucune pioche) pour conclure le travail effectué par Marte Olsbu Røiseland, Tiril Eckhoff et Johannes Thingnes Bø qui avaient cumulé sept pioches. Il gagne ensuite un second titre avec le relais masculin norvégien. 
Il boucle l'hiver 2018-2019 en terminant à la treizième place du classement général de la Coupe du monde et au deuxième rang du classement de l'individuel, alors qu'il était au delà de la quarantième place du général lors des six saisons précédentes. En 2019-2020, il améliore ce classement en intégrant le top 10 du général, grâce notamment à deux nouveaux podiums (troisième de la poursuite au Grand-Bornand et à Ruhpolding) et des résultats plus réguliers tout au long de la saison.
En 2021 à Pokljuka, il gagne son deuxième titre mondial en relais masculin en compagnie de Sturla Holm Lægreid, Tarjei Bø et Johannes Thingnes Bø. En individuel, il ne se présente au départ que pour la mass-start (16e).

### 2021-2022: premier dossard jaune et médailles olympiques
Christiansen réalise un excellent début de saison 2021-2022 à Östersund, en montant sur la deuxième marche du podium à l'issue du premier sprint de l'étape, puis en s'imposant sur la poursuite, décrochant ainsi la deuxième victoire de sa carrière en Coupe du monde. Ce résultat lui permet d'enfiler son premier dossard jaune de leader de classement général, dossard qu'il perdra à l'issue de la poursuite de Hochfilzen au profit du Suédois Sebastian Samuelsson. Le 15 février 2022 aux Jeux olympiques, il conduit le relais norvégien à la médaille d'or en réalisant une prestation parfaite lors de la dernière manche, avec un 10/10 au tir qui lui permet de dépasser et distancer ses principaux concurrents, le Français Fillon Maillet (3 pioches) et le Russe Latypov (deux tours de pénalité à l'issue du dernier tir). Trois jours plus tard, il parvient malgré trois fautes au tir à décrocher la médaille de bronze du départ groupé remporté par son compatriote JT Bø. Après les Jeux en mars, il remporte sa deuxième victoire de l'hiver, la troisième de sa carrière, en s'imposant sur la départ groupé d'Otepää fort d'un sans faute au tir. Il termine la saison à la quatrième place du classement général de la Coupe du monde. 

### 2023-2024: médailles mondiales et nouvelles victoires
Lors de la période estivale de préparation, Vetle Sjaastad Christiansen remporte notamment l'épreuve de biathlon du Martin Fourcade Nordic Festival à Annecy. Il monte sur le podium en Coupe du monde dès la première étape à Östersund. En raison de la forte concurrence au sein de l'équipe de Norvège, et alors qu'il n'avait pas démérité lors du premier trimestre de compétition, il est mis à l'écart de l'étape d'Oberhof pour la reprise en janvier. Il digère mal cette décision et fait part de son incompréhension. De retour dès la semaine suivant à Ruhpolding, il prend sa revanche en s'imposant sur le sprint. Il termine le mois de janvier par une seconde victoire, à Antholz, sur la mass-start. Titulaire aux championnats du monde 2024 en février à Nove Mesto, il remporte ses deux premières médailles mondiales individuelles, en bronze, sur le sprint et la poursuite. Sur le relais, alors qu'il se trouve largement en tête avec plus d'une minute d'avance au moment d'aborder l'ultime séance de tir, il craque devant les cibles, commentant six fautes avec les huit balles disponibles. Après trois tours de pénalité, le titre promis à la Norvège s'est envolé. Relégué en troisième position, Christiansen doit s'employer sur la piste pour aller chercher la médaille d'argent en battant le Français Fillon-Maillet au sprint. Christiansen boucle la Coupe du monde 2023-2024 à la cinquième place du classement général, derrière quatre de ses compatriotes (les frères Bø, Dale-Skjevdal et Laegreid).

### 2024-2025
Christiansen se rassure sur sa condition avant le début de la Coupe du monde en remportant le sprint de pré-saison de Sjusjoen à la mi-novembre. Ses deux « cérémonies des fleurs » lors de l'étape d'ouverture à Kontiolahti ne lui garantissent pas d'évoluer en Coupe du monde au delà du premier trimestre. Il subit en effet la grande densité du groupe norvégien et perd sa place de titulaire en janvier en raison de la percée du jeune Martin Uldal. Il a néanmoins l'occasion de disputer la mass-start de Ruhpolding et de conduire à la deuxième place le relais norvégien à Antholz.

## Palmarès

### Jeux olympiques d'hiver
| Édition \ Épreuve | Individuel | Sprint | Poursuite | Mass start                          | Relais                         | Relais mixte |
| ----------------- | ---------- | ------ | --------- | ----------------------------------- | ------------------------------ | ------------ |
| Pékin 2022        | 13e        | 20e    | 15e       | Médaille de bronze, Jeux olympiques | Médaille d'or, Jeux olympiques | —            |

Légende :
- : première place, médaille d'or
- : troisième place, médaille de bronze
- — : non disputée par Vetle Sjåstad Christiansen

### Championnats du monde
| Édition / Épreuve       | Individuel | Sprint                    | Poursuite                 | Mass start | Relais                   | Relais mixte         | Relais mixte simple |
| ----------------------- | ---------- | ------------------------- | ------------------------- | ---------- | ------------------------ | -------------------- | ------------------- |
| Östersund 2019          | 8e         | 31e                       | 23e                       | 12e        | Médaille d'or, monde     | Médaille d'or, monde | —                   |
| Antholz-Anterselva 2020 | 62e        | 33e                       | 10e                       | 13e        | Médaille d'argent, monde | —                    | —                   |
| Pokljuka 2021           | —          | —                         | —                         | 16e        | Médaille d'or, monde     | —                    | —                   |
| Oberhof 2023            | 10e        | 6e                        | 5e                        | 12e        | Médaille d'argent, monde | —                    | —                   |
| Nové Město 2024         | 16e        | Médaille de bronze, monde | Médaille de bronze, monde | 8e         | Médaille d'argent, monde | —                    | —                   |

Légende :
- : première place, médaille d'or
- : deuxième place, médaille d'argent
- : troisième place, médaille de bronze
- — : non disputée par Vetle Sjåstad Christiansen

### Coupe du monde
- Meilleur classement général : 3e en 2023.
- Vainqueur du classement de l'individuel en 2023.
- Vainqueur du classement de la mass-start en 2023.
- 69 podiums : 
  - 25 podiums individuels : 6 victoires, 7 deuxièmes places et 12 troisièmes places.
  - 34 podiums en relais : 24 victoires, 8 deuxièmes places et 2 troisièmes places.
  - 5 podiums en relais mixte : 2 victoires, 2 deuxièmes places et 1 troisième place.
  - 5 podiums en relais simple mixte : 3 victoires, 1 deuxième place et 1 troisième place.

Mis à jour le 25 janvier 2025

#### Détail des victoires
| Saison    | Individuel | Sprint         | Poursuite | Mass start         | Total |
| --------- | ---------- | -------------- | --------- | ------------------ | ----- |
| 2018-2019 |            | Soldier Hollow |           |                    | 1     |
| 2021-2022 |            |                | Östersund | Otepää             | 2     |
| 2022-2023 |            |                |           | Östersund          | 1     |
| 2023-2024 |            | Ruhpolding     |           | Antholz-Anterselva | 2     |
| Total     | 0          | 2              | 1         | 3                  | 6     |

Dernière mise à jour 21 janvier 2024

#### Classements en Coupe du monde
| Saison    | Classement général | Individuel | Sprint | Poursuite | Mass start |
| 2012-2013 | 43e                | nc         | 38e    | 37e       | 38e        |
| 2013-2014 | 54e                | 32e        | 52e    | 63e       |            |
| 2014-2015 | 67e                | nc         | 76e    | 52e       |            |
| 2015-2016 | 100e               |            | 86e    |           |            |
| 2016-2017 | 45e                |            | 46e    | 38e       |            |
| 2017-2018 | 54e                | 53e        | 70e    | 51e       | 39e        |
| 2018-2019 | 13e                | 2e         | 15e    | 13e       | 7e         |
| 2019-2020 | 10e                | 25e        | 12e    | 8e        | 7e         |
| 2020-2021 | 13e                | 29e        | 13e    | 14e       | 10e        |
| 2021-2022 | 4e                 | 9e         | 5e     | 5e        | 3e         |
| 2022-2023 | 3e                 | 1er        | 5e     | 4e        | 1er        |
| 2023-2024 | 5e                 | 5e         | 9e     | 8e        | 3e         |
| 2024-2025 | 30e                | 35e        | 30e    | 34e       | 22e        |

#### Résultats détaillés en Coupe du monde
| 2012-2013 |        |        |         |        |        |        |        |        |        |        |        |         |        |        | .      | .      | .       | .      |        |        |        |         |         |         |        |         |       | 43e  |
| 2012-2013 | IN     | SP 27e | PU 23e  | SP 15e | PU 21e | SP     | PU     | MS     | SP     | PU     | SP     | MS      | SP     | PU     | SP     | PU     | IN      | MS     | SP     | PU     | MS     | IN 66e  | SP 18e  | SP 10e  | PU 11e | MS 16e  |       | 43e  |
| 2013-2014 |        |        |         |        |        |        |        |        |        |        |        |         |        |        | .      | .      | .       | .      |        |        |        |         |         |         |        |         |       | 54e  |
| 2013-2014 | IN 16e | SP 29e | PU Ann. | SP 53e | PU 31e | SP     | PU     | SP 15e | PU 35e | MS     | IN 56e | PU N.P. | SP     | PU     | SP     | PU     | IN      | MS     | SP 64e | PU     | MS     | SP      | SP      | PU      | SP 41e | PU 41e  | MS 3e | 54e  |
| 2014-2015 |        |        |         |        |        |        |        |        |        |        |        |         |        |        |        |        |         |        | .      | .      | .      | .       |         |         |        |         |       | 67e  |
| 2014-2015 | IN 53e | SP 44e | PU 15e  | SP     | PU     | SP 30e | PU 39e | MS     | SP 67e | MS     | SP     | MS      | SP     | PU     | SP     | PU     | IN      | SP     | SP     | PU     | IN     | MS      | SP      | PU      | MS     |         |       | 67e  |
| 2015-2016 |        |        |         |        |        |        |        |        |        |        |        |         |        |        |        |        |         |        |        | .      | .      | .       | .       |         |        |         |       | 100e |
| 2015-2016 | IN     | SP     | PU      | SP     | PU     | SP     | PU     | MS     | SP     | PU     | MS     | IN      | MS     | SP     | PU     | SP 36e | MS      | SP     | PU     | SP     | PU     | IN      | MS      | SP      | PU     | MS Ann. |       | 100e |
| 2016-2017 |        |        |         |        |        |        |        |        |        |        |        |         |        |        |        | .      | .       | .      | .      |        |        |         |         |         |        |         |       | 45e  |
| 2016-2017 | IN     | SP     | PU      | SP     | PU     | SP     | PU     | MS     | SP 31e | PU 27e | MS     | SP      | PU     | IN     | MS     | SP     | PU      | IN     | MS     | SP 18e | PU 12e | SP 13e  | PU 8e   | SP 53e  | PU 30e | MS      |       | 45e  |
| 2017-2018 |        |        |         |        |        |        |        |        |        |        |        |         |        |        |        | .      | .       | .      | .      |        |        |         |         |         |        |         |       | 54e  |
| 2017-2018 | IN     | SP     | PU      | SP     | PU     | SP     | PU     | MS     | SP     | PU     | IN 35e | MS      | SP     | PU     | MS     | SP     | PU      | IN     | MS     | SP     | MS     | SP      | PU      | SP 26e  | PU 10e | MS 24e  |       | 54e  |
| 2018-2019 |        |        |         |        |        |        |        |        |        |        |        |         |        |        |        |        |         |        |        | .      | .      | .       | .       |         |        |         |       | 13e  |
| 2018-2019 | IN 11e | SP 78e | PU      | SP 10e | PU 3e  | SP 32e | PU 20e | MS 21e | SP 43e | PU 32e | SP 12e | MS 5e   | SP 53e | PU 29e | MS 12e | SI 2e  | SP Ann. | SP 1er | PU 2e  | SP 31e | PU 23e | IN 8e   | MS 12e  | SP 12e  | PU 5e  | MS 5e   |       | 13e  |
| 2019-2020 |        |        |         |        |        |        |        |        |        |        |        |         |        | .      | .      | .      | .       |        |        |        |        |         |         |         |        |         |       | 10e  |
| 2019-2020 | SP 45e | IN 31e | SP 22e  | PU 31e | SP 13e | PU 3e  | MS 15e | SP 10e | MS 8e  | SP 4e  | PU 3e  | IN 9e   | MS 4e  | SP 33e | PU 10e | IN 62e | MS 13e  | SP 25e | MS 7e  | SP 4e  | PU 9e  | SP Ann. | PU Ann. | MS Ann. |        |         |       | 10e  |
| 2020-2021 |        |        |         |        |        |        |        |        |        |        |        |         |        |        |        | .      | .       | .      | .      |        |        |         |         |         |        |         |       | 13e  |
| 2020-2021 | IN 37e | SP 4e  | SP 15e  | PU 7e  | SP 7e  | PU 12e | SP 4e  | PU 4e  | MS 13e | SP 65e | PU     | SP 15e  | MS 15e | IN 7e  | MS 4e  | SP     | PU      | IN     | MS 16e | SP 23e | PU 37e | SP 20e  | PU 11e  | SP 12e  | PU 7e  | MS 4e   |       | 13e  |
| 2021-2022 |        |        |         |        |        |        |        |        |        |        |        |         |        |        |        | .      | .       | .      | .      |        |        |         |         |         |        |         |       | 4e   |
| 2021-2022 | IN 17e | SP 2e  | SP 5e   | PU 1er | SP 16e | PU 19e | SP 8e  | PU 3e  | MS 5e  | SP 16e | PU 34e | SP      | PU     | IN 13e | MS 14e | IN 13e | SP 20e  | PU 15e | MS 3e  | SP 24e | PU 5e  | SP 4e   | MS 1er  | SP 7e   | PU 5e  | MS 6e   |       | 4e   |
| 2022-2023 |        |        |         |        |        |        |        |        |        |        |        |         |        |        | .      | .      | .       | .      |        |        |        |         |         |         |        |         |       | 3e   |
| 2022-2023 | IN 7e  | SP 10e | PU 16e  | SP 13e | PU 27e | SP 10e | PU 2e  | MS 5e  | SP 13e | PU 6e  | IN 2e  | MS 2e   | SP 5e  | PU 6e  | SP 6e  | PU 5e  | IN 10e  | MS 12e | SP 3e  | PU 8e  | IN 3e  | MS 1er  | SP 8e   | PU 32e  | MS 3e  |         |       | 3e   |
| 2023-2024 |        |        |         |        |        |        |        |        |        |        |        |         |        |        | .      | .      | .       | .      |        |        |        |         |         |         |        |         |       | 5e   |
| 2023-2024 | IN 13e | SP 9e  | PU 3e   | SP 6e  | PU 11e | SP 16e | PU 14e | MS 5e  | SP     | PU     | SP 1er | PU 2e   | SI 6e  | MS 1er | SP 3e  | PU 3e  | IN 16e  | MS 8e  | IN 3e  | MS 10e | SP 9e  | PU 12e  | SP 19e  | PU 14e  | MS 8e  |         |       | 5e   |
| 2024-2025 |        |        |         |        |        |        |        |        |        |        |        |         |        |        | .      | .      | .       | .      |        |        |        |         |         |         |        |         |       | 30e  |
| 2024-2025 | SI 11e | SP 6e  | MS 6e   | SP 40e | PU 23e | SP 14e | PU 10e | MS 25e | SP     | PU     | IN     | MS      | SP     | PU     | SP     | PU     | IN      | MS     | SP     | PU     | IN     | MS      | SP      | PU      | MS     |         |       | 30e  |

### Championnats d'Europe Open
| Édition \ Épreuve        | Individuel                       | Sprint                | Poursuite                 | Mass start                       | Relais                           | Relais mixte                     | Relais mixte simple              |
| ------------------------ | -------------------------------- | --------------------- | ------------------------- | -------------------------------- | -------------------------------- | -------------------------------- | -------------------------------- |
| Bansko 2013              | 18e                              | Médaille d'or, Europe | Médaille d'argent, Europe | Épreuve inexistante à cette date | Ann.                             | Épreuve inexistante à cette date | Épreuve inexistante à cette date |
| Tioumen 2016             | Épreuve inexistante à cette date | 9e                    | 4e                        | 18e                              | Épreuve inexistante à cette date | —                                | Médaille de bronze, Europe       |
| Duszniki-Zdrój 2017      | 18e                              | 8e                    | 6e                        | Épreuve inexistante à cette date | Épreuve inexistante à cette date | —                                | Médaille d'argent, Europe        |
| Ridnaun-Val Ridanna 2018 | 16e                              | 6e                    | 4e                        | Épreuve inexistante à cette date | Épreuve inexistante à cette date | —                                | Médaille d'or, Europe            |

Légende :
- : première place, médaille d'or
- : deuxième place, médaille d'argent
- : troisième place, médaille de bronze
- — : non disputée par Vetle Sjåstad Christiansen
- : pas d'épreuve
- Ann. : épreuve annulée

### IBU Cup
- Vainqueur du classement général en 2018.
- 8 podiums individuels, dont 4 victoires.

### Championnats du monde juniors et de la jeunesse
| Édition \ Épreuve | Individuel                | Sprint                    | Poursuite                | Relais                    |
| ----------------- | ------------------------- | ------------------------- | ------------------------ | ------------------------- |
| Torsby 2010       | Médaille de bronze, monde | Médaille de bronze, monde | 5e                       | Médaille de bronze, monde |
| Nové Město 2011   | Médaille de bronze, monde | Médaille d'argent, monde  | Médaille d'argent, monde | —                         |
| Nové Město 2011   | —                         | —                         | —                        | Médaille de bronze, monde |
| Kontiolahti 2012  | 16e                       | 13e                       | Médaille d'argent, monde | Médaille d'or, monde      |
| Obertilliach 2013 | —                         | 4e                        | N.P.                     | —                         |

Légende :
- participation aux Championnats du monde de la jeunesse

- : première place, médaille d'or
- : deuxième place, médaille d'argent
- : troisième place, médaille de bronze
- — : non disputée par Christiansen
- N.P. : non partant

### Championnats d'Europe juniors
| Édition \ Épreuve   | Individuel                 | Sprint                | Poursuite                 | Relais mixte          |
| ------------------- | -------------------------- | --------------------- | ------------------------- | --------------------- |
| Brezno-Osrblie 2012 | Médaille de bronze, Europe | Médaille d'or, Europe | Médaille d'argent, Europe | Médaille d'or, Europe |

Légende :
- : première place, médaille d'or
- : deuxième place, médaille d'argent
- : troisième place, médaille de bronze

### Festival olympique de la jeunesse européenne
- Médaille de bronze du relais mixte en 2009.